# Peter Wahlbeck
Peter Wahlbeck, född 24 januari 1963 i Halmstad, Hallands län, är en svensk komiker, manusförfattare och aktivist. 

## Biografi

### Komedi och skådespeleri
Wahlbeck är känd som mångårig ståuppkomiker, som bland annat skapat für alle-humorkonceptet och medverkat i SVT-serier som SMASH (1990). Han har medverkat i TV- program såsom  Grillad och Roast på Berns.

### Samhällsdebatt och livsfrågor
Wahlbeck har även framträtt som samhällsdebattör och är engagerad vegetarian. Frågor som köttkonsumtionen i världen och djurrättsfrågor driver han i många olika sammanhang och han uppträder ofta vid vegomässor och liknande manifestationer.
År 2001 gjorde Wahlbeck TV-serien Nyfiken på Gud, där han samtalade med olika kända personer inom andlighet, livsåskådning, hälsa och vegetarianism. Serien hade ursprungligen titeln Nyfiken Gud som en parafras på Vilgot Sjömans intervjufilm Jag är nyfiken – gul (1967). Denna titel ansåg dock Sjöman var att betrakta som intrång i immaterialrätten och hotade med rättsliga åtgärder för att framtvinga en titeländring, vilket SVT valde att göra.
Wahlbeck var med i podcasten SKARPT där han berättade om sina upplevelser kring alternativ medicin.

### Kulturell verksamhet
Wahlbeck släppte 1994 skivan Music für alle med låtar som "Bakom basistens bas" och "Ullared". Året därpå fortsatte für alle-konceptet med den surrealistiska humorserien TV für alle på ZTV. Han har vidare blivit uppmärksammad för den ironiska sången och scenpersonligheten "Vegomulle". År 2001 medverkade han som Gud i Markoolios låt "Sjung halleluja" på studioalbumet Tjock och lycklig. År 2010 medverkade han i TV-programmet Let's Dance och röstades ut i tredje programmet.
2004 gav Wahlbeck ut samlingsboken Bok für alle på Kartago förlag.
Sedan 1980-talet har Wahlbeck varit verksam som bildkonstnär. Han har medverkat vid ett antal separat- och samlingsutställningar i Sverige. 2012 öppnade han ett eget konstgalleri, Wahlbecks Livs, i hemstaden Halmstad.

### Aktivism
Wahlbeck var under covid-19-pandemin kritisk mot Europeiska unionens digitala covidintyg, kallat vaccinpass i folkmun. Wahlbeck har påstått att det under pandemin skett en masshypnos av befolkningen. Wahlbeck talade 22 januari 2022 vid en demonstration mot Sveriges hantering av pandemin, där han framförde åsikten att coronaviruset är som en influensa och att de restriktioner som infördes under pandemin varit oproportionerliga till dödligheten av covid-19.
Vid valet 2022 kandiderade Wahlbeck till riksdagen för partiet MoD – Mänskliga rättigheter och Demokrati, som bland annat är emot vaccinpass och EU-medlemskap. Han stod på valsedelns tredje plats. Partiet fick 6 067 röster (0,09%) och kom därmed inte in i riksdagen.

## Filmmanus
- 2003 – Bank für alle (TV-serie)

## Filmografi (urval)
- 1995 – Mördande intelligens
- 2000 – Det blir aldrig som man tänkt sig

## TV-serier i urval
- 1990 – Smash (TV-serie)
- 1990 – Listan - programledare
- 1995 – TV für alle (TV-serie)
- 2001 – Heja Björn - "Henrik"
- 2001 – Nyfiken på Gud
- 2003 – Bank für alle (TV-serie)
- 2009 – Ullared (TV-serie)
- 2010 – Let's Dance 11:e plats tillsammans med proffsdansaren Maria Bild
- 2019 – Enkelstöten (TV-serie)
- 2019 – Släng dig i brunnen (TV-serie)

## Teater

### Roller
| År   | Roll              | Produktion               | Regi            | Teater                   |
| ---- | ----------------- | ------------------------ | --------------- | ------------------------ |
| 2011 | Dr. Erik Asendorf | Duvorna David Gieselmann | Alexander Öberg | Helsingborgs stadsteater |